# Volker Münz (Fußballspieler)
Volker Münz (* 5. August 1944) ist ein ehemaliger deutscher Fußballspieler.

## Karriere
Münz kam im Sommer 1963 gemeinsam mit Heinz Simmet vom SV Holz zu Borussia Neunkirchen in die neu eingeführte Zweitklassigkeit der Fußball-Regionalliga Südwest. Unter Trainer Horst Buhtz debütierte er am 18. August 1963 beim 2:2-Heimremis gegen den VfR Kaiserslautern im heimischen Ellenfeldstadion. Er bildete mit Flügelstürmer Elmar May die rechte Angriffsseite und Simmet stürmte auf der Mittelstürmerposition im damals angewandten WM-System. Am Rundenende feierte Neunkirchen die Meisterschaft und zog in die Bundesligaaufstiegsrunde ein. Münz hatte in acht Regionalligaeinsätzen zwei Tore erzielt. Beim entscheidenden Spiel am 20. Juni 1964 beim klaren Favoriten FC Bayern München, kam Münz zum Einsatz in der BL-Aufstiegsrunde. Die Saarländer setzten sich mit 2:0 Toren durch und stiegen überraschend in die Fußball-Bundesliga auf. Der Borussia-Angriff war gegen den FC Bayern in der Besetzung mit Münz, Paul Pidancet, Karl Ringel, Achim Melcher und Günter Kuntz angetreten.
Den Klassenerhalt sicherte sich der Neuling 1964/65 mit dem Erreichen des 10. Ranges. Münz debütierte am 19. September 1964 bei einer 0:1-Auswärtsniederlage bei Eintracht Braunschweig in der Bundesliga. Seinen zweiten Einsatz erlebte er am 27. Februar 1965 auf dem Betzenberg gegen den 1. FC Kaiserslautern. Bei der 0:2-Niederlage bildete er zusammen mit May, Günter Heiden, Horst Berg und Kuntz auf Halbrechts den Angriff der Schwarz-Weißen. Im zweiten Bundesligajahr 1965/66 wurde er nicht eingesetzt. Nach dem Abstieg feierte Neunkirchen 1966/67 erneut die Südwestmeisterschaft in der Regionalliga und nach der erfolgreichen Bundesligaaufstiegsrunde auch die Rückkehr in die Bundesliga. In der Regionalligarunde hatte Münz lediglich das letzte Pflichtspiel am 14. Mai 1967 beim 3:2-Heimerfolg als Verteidiger gegen Saar 05 Saarbrücken bestritten. Peter Czernotzky und Gerd Regitz bildeten das Stammverteidigerpaar des Meisters.
Unter Trainer Željko Čajkovski absolvierte Münz in der Saison 1967/68 elf weitere Bundesligaspiele. Herausragend war dabei am sechsten Spieltag, den 16. September 1967, das 1:1-Heimremis gegen FC Bayern München. Mit Hugo Ulm, Wolfgang Gayer, Erich Hermesdorf und Hans Linsenmaier stürmte er dabei im Borussen-Angriff. Am letzten Spieltag, den 25. Mai 1968, bildete er mit Gerd Regitz bei einer 1:2-Auswärtsniederlage beim SV Werder Bremen vor Torhüter Willi Ertz das Verteidigerpaar. Als 17. stieg Neunkirchen in die Regionalliga Südwest ab. Münz bestritt 1968/69 nochmals sechs Spiele in der Regionalliga Südwest und beendete im Sommer 1969 nach insgesamt 13 Bundesliga- und 15 (2 Tore) Regionalligaeinsätzen seine höherklassige Laufbahn.
Bei der Borussia stand er drei Jahre im Kader des Bundesligateams. Er absolvierte 13 Spiele, in denen er zwölf von Beginn an bestritt.